# 赤井城
赤井城（あかいじょう）は、熊本県上益城郡益城町赤井字本丸にあった中世の日本の城（平山城）。

## 概要
木山城主・木山惟久が隠居城として天文16年（1547年）に築城したが、天正13年（1585年）の木山神宮の例祭日に島津氏の襲撃を受け落城し、38年間だけ城郭として機能したと考えられている。

## 立地・構造
標高約35メートルの丘陵を削平した立地で、北側には赤井川が流れる。西縁部に曲輪があり、段差面に河原石が積まれていた。斜面は南西部を除いて比較的急勾配となっている。城跡周辺は湧水が豊富で、集落の水路は民家の庭先を巡って一部は竪堀とつながる。